# Eckehard Feigenspan
Eckehard Feigenspan (Wöllstadt, 13 maggio 1935) è un ex calciatore tedesco, di ruolo attaccante.